# Chloridolum thoracicum
Chloridolum thoracicum är en skalbaggsart som beskrevs av J. Linsley Gressitt 1942. Chloridolum thoracicum ingår i släktet Chloridolum och familjen långhorningar. Inga underarter finns listade i Catalogue of Life.